# Nowa Karczma (Wrocław)

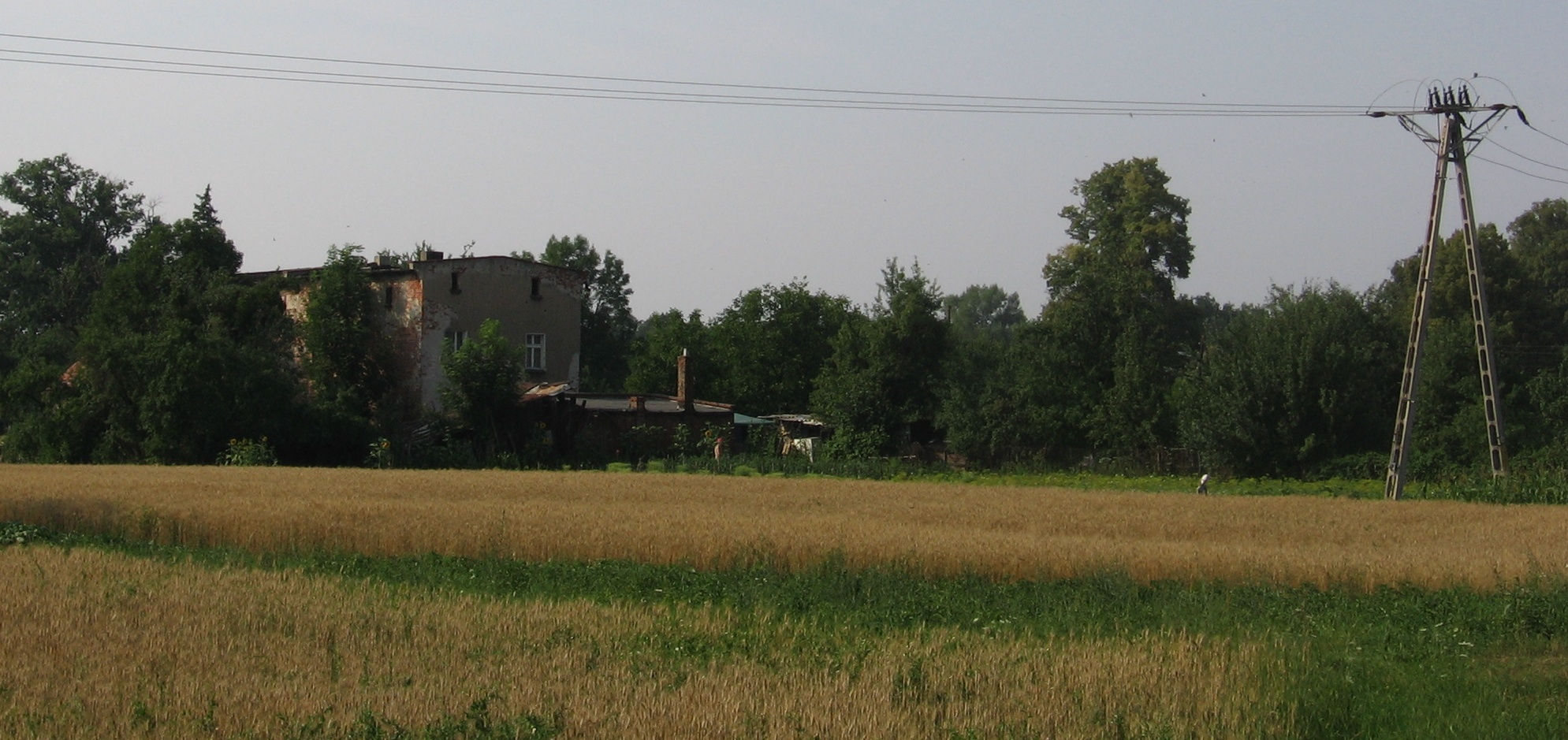
Nowa Karczma we Wrocławiu

Nowa Karczma (niem. Neusand lub Sandberg) – wiejskie osiedle w zachodnim Wrocławiu, administracyjnie część osiedla Pracze Odrzańskie. W granicach miasta od 1928.
Położone na lewym brzegu Odry i na prawym brzegu Bystrzycy u jej ujścia. Do Nowej Karczmy prowadzi ulica Karczemna, w swoim końcowym odcinku z nawierzchnią żużlową; od obu rzek teren Nowej Karczmy oddzielony jest wałem przeciwpowodziowym – groblą Pilczycko-Pracką. W miejscu zbiegu odcinków grobli biegnących wzdłuż Odry i wzdłuż Bystrzycy znajduje się Szaniec Pandurów – resztka nieistniejących już fortyfikacji broniących przeprawy przez Odrę.
Określenie Sandberg (Piaskowa Góra) pojawia się po raz pierwszy w 1542, kiedy miejsce to przeszło na własność Szpitala Wszystkich Świętych (obecny Szpital Wojewódzki im. Babińskiego). Ale nazwa ta odnosi się prawdopodobnie do piaszczystej łachy nadodrzańskiej, widocznej do dziś, a nie do wsi, która powstała później. W 1845 wzmiankowana jest karczma, od której pochodzi obecna nazwa.
Osiedle składa się z kilku budynków – kilka zamieszkanych lub użytkowanych gospodarczo, kilka całkowicie zrujnowanych.
Do osiedla dojeżdżają niektóre kursy linii autobusowej 103 (Plac Solidarności - Janówek).